# Буховецький Дмитро Савелійович
Дмитро Савелійович Буховецький (англ. Dimitri Buchowetzki, 1885 — 1932) — німецький і американський режисер українського походження, один із провідних європейських режисерів, що знімали масштабні історичні екранізації.

## Життєпис
Народився у 1885 році в Білій Церкві в родині оперного співака Савелія Буховецького, соліста Київської опери. Отримав політологічну освіту. З кінця 1917 року почав зніматися в кіно в картинах «Товариства Єрмольєва», яке після революції перенесло виробництво в Україну. На базі кіностудії Єрмольєва в Ялті знявся у 9 фільмах.
Після видання декрету Леніна про націоналізацію кінематографа в серпні 1919 року Буховецький емігрував спершу до Польщі. Тут він знімався в головних ролях в двох фільмах режисера Евгеніуша Модзелевського. Цього ж року переїхав до Німеччини, де як режисер відзняв свою першу німецьку картину «Аніта Джо».
Дмитро Буховецький, обравши для себе жанр історичної екранізації, здійснив низку масштабних постановок: «Брати Карамазови» та «Дантон» (1921), «Отелло» та «Петро Великий» (1922) з найкращими акторами того часу Емілем Яннінгсом та Вернером Краусом.
Після успіху фільму «Сапфо» з Полою Негрі в головній ролі, Буховецький разом з нею та Ернстом Любічем 1924 року на запрошення кінокомпанії «Paramount» вирушив до США. 29 грудня 1924 року вони прибули в Нью-Йорк. З Полою Негрі в Америці Буховецький відзняв три картини — «Чоловіки» (1924), «Лілія з праху» (1924) та «Корона брехні» (1926) Касовий успіх цих фільмів приніс йому контракт спочатку зі студією «Universal», а з 15 листопада 1926 року — з Metro-Goldwyn-Mayer (MGM). 1927 року MGM запросило його зняти фільм «Кохання» з Гретою Гарбо в головній ролі. Однак продюсер картини Ірвінг Тальберг не був незадоволений роботою режисера і невдовзі замінив його на Едмонда Гулдінга.
Залишившись без роботи, Буховецький повернувся в Європу, де зняв ще сім фільмів в Німеччині, Франції та Великій
Британії. 1932 року він повернувся в Лос-Анджелес, де раптово помер.